# Paul Grinwis
Paul Grinwis est un danseur, chorégraphe et pédagogue belge né à Gand en 1920 et mort dans la même ville le 22 janvier 2006.
Élève d'Alexandre Sarkoff, il commence sa carrière au théâtre de sa ville natale et au Grand Théâtre de Lille. Il se rend ensuite à Paris où il suit les cours d'Olga Preobrajenska et de Nicolas Zverev, avant de rejoindre les Ballets russes de Vassili de Basil à Monte-Carlo (1947-1949).
Il est premier danseur à l'Opéra royal de Gand pendant la saison 1940-1941, Hélène Kalichewska étant "première étoile".
Il danse ensuite au Grand Ballet de Monte-Carlo du marquis de Cuevas et, en 1951, il est engagé à Sydney au Borovansky Australian Ballet, dont il sera l'une des étoiles.
Après avoir travaillé aux Pays-Bas, en Afrique du Sud, en France et en Belgique, il fonde à Gand, en 1972, la « Paul Grinwis Academy of Ballet », dont sont issus des chorégraphes comme Alain Platel.
En 1941, il a publié Terpsichore en Belgique, un manifeste (comme il l'écrit en sous-titre) revendiquant une refondation de la danse en Belgique.